# Zwergmistel
Die Zwergmistel (Viscum minimum) ist eine Pflanzenart in der Gattung der Misteln aus der Familie der Sandelholzgewächse (Santalaceae). Sie ist die kleinste aller Mistelarten. Sie ist nicht zu Verwechseln mit den Zwergmisteln (Arceuthobium).

## Beschreibung und Vorkommen
Die Zwergmistel ist ein sukkulenter Schmarotzer, der in der Natur ausschließlich auf zwei nahe miteinander verwandten Wolfsmilcharten vorkommt: Euphorbia horrida Boiss. und Euphorbia polygona Haw. Wohl als Anpassung an ihre sukkulenten Wirte und die saisonal sehr trockenen und heißen Umweltbedingungen lebt die Zwerg-Mistel fast vollständig im Inneren der Wirtspflanzen. Dort bildet sie ein Geflecht von miteinander verbundenen Haustorien, das stellenweise die Epidermis der Wirte durchbricht. Die so an der Oberfläche der Wirte erscheinenden "Zweige" sind weniger als 3 mm lang und tragen winzige, nur mit einer Lupe erkennbare Schuppenblätter.
Wegen der so nur sehr geringen Möglichkeit zur eigenen Photosynthese stellt die Art einen Vollschmarotzer dar, einen endophytischen Holoparasiten.
Entgegen manchen Angaben in der Literatur ist die Zwergmistel einhäusig. Ein und dieselbe Pflanze bringt also sowohl rein männliche als auch rein weibliche Blüten hervor. Die männlichen Blüten sind verkehrt-kegelförmig, etwa 1,5 mm dick und 2,5 mm lang, die weiblichen Blüten sind spindelförmig, etwa 2 mm dick und 3 mm lang. Nach der Befruchtung schwillt der unterständige Fruchtknoten der weiblichen Blüte an und entwickelt sich zu einer bei Reife leuchtend rot gefärbten Beerenfrucht. Die Beeren enthalten jeweils nur ein Samenkorn, das vereinzelt – wie auch bei der europäischen Weißbeerigen Mistel – zwei Keimlinge enthalten kann. Auffallend ist der zähe, klebrige Saft, der den Samen im Fruchtfleisch umgibt. Dieser Zähschleim ist wichtig für die Ausbreitung auf andere geeignete Wirtspflanzen.
Die Verbreitung der Samen erfolgt durch Vögel, die das Fruchtfleisch fressen und die klebrigen Samen an anderen Pflanzen abstreifen. Bei der Keimung wird statt der Keimblätter ein schlauchförmiges Organ (Hypokotyl) mit endständiger Scheibe ausgebildet. Trifft diese Scheibe auf die Epidermis eines geeigneten Wirtes, tritt unterseits aus ihrer Mitte bald ein spitz zapfenförmiges primäres Haustorium, durch das der Keimling in die Wirtspflanze eindringt.
Das Verbreitungsgebiet der Zwergmistel ist durch das ihrer Wirte begrenzt. Es reicht im Ostkap Südafrikas von Uitenhage und Albany bis in die Gegend um Willowmore.
Die Chromosomenzahl beträgt 2n = 28.

## Keimung der Zwergmistel aufEuphorbia horrida

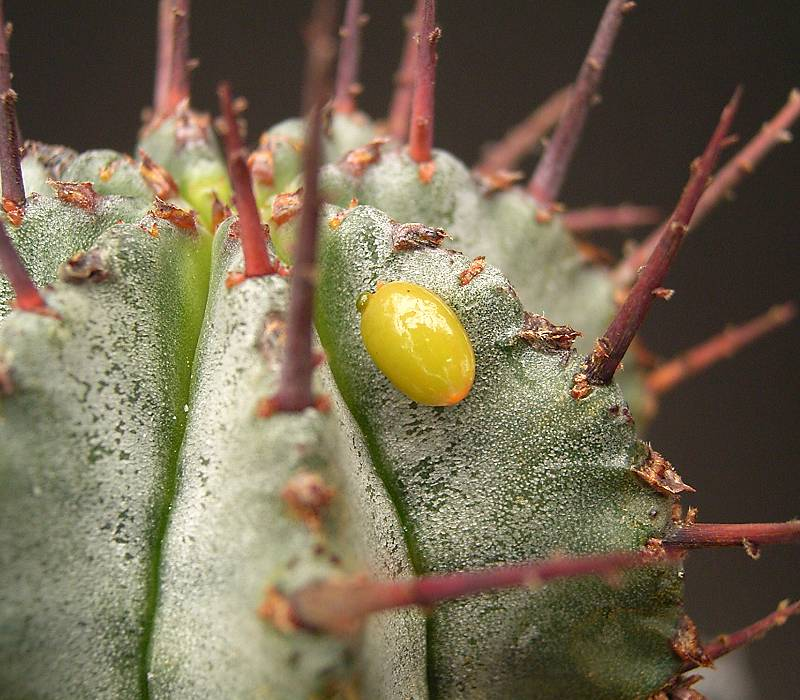
Frisch auf die Wirtspflanze gebracht, glänzt der Samen noch im klebrigen Saft.
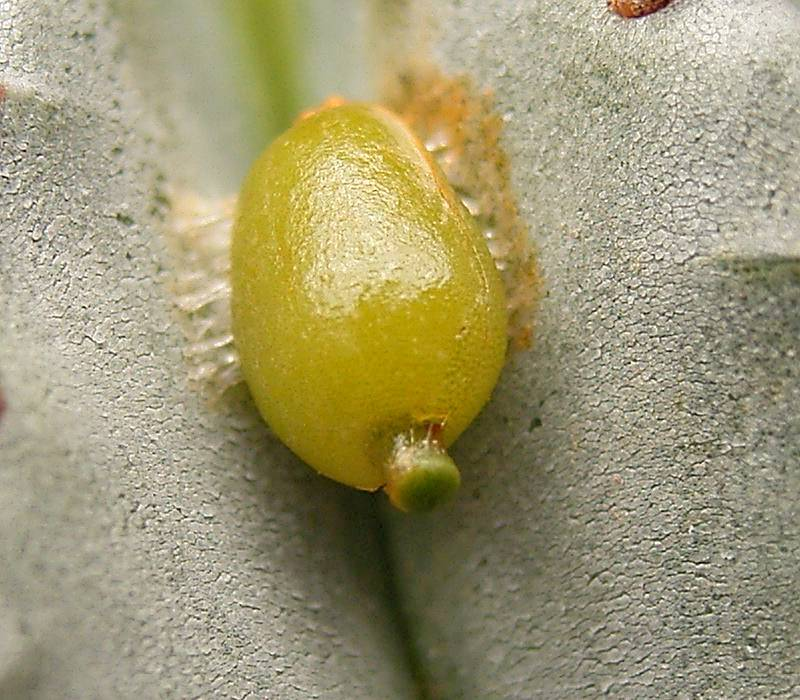
Nach vier Tagen ist die Scheibe am Ende des kurzen Schlauches erkennbar.
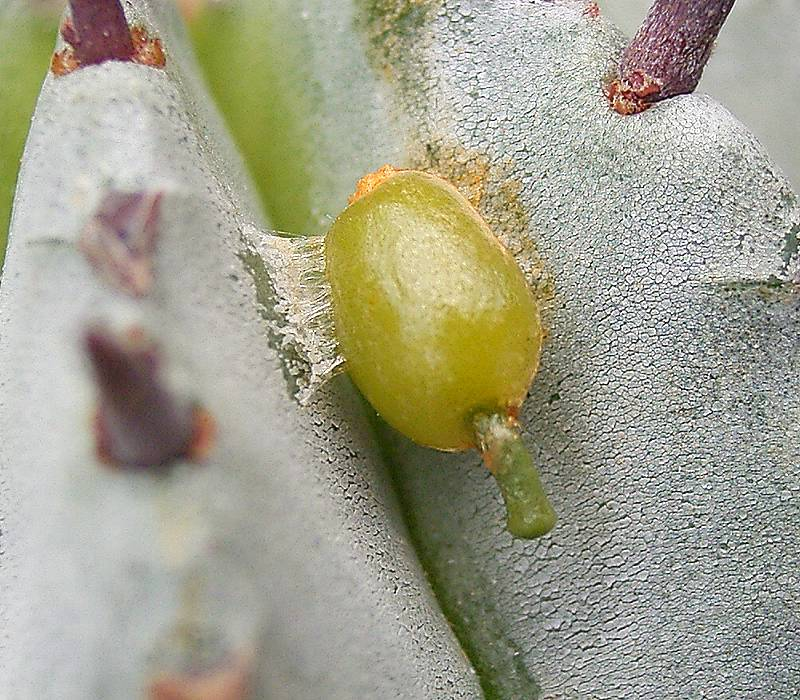
Nach zehn Tagen ist der Schlauch deutlich verlängert.
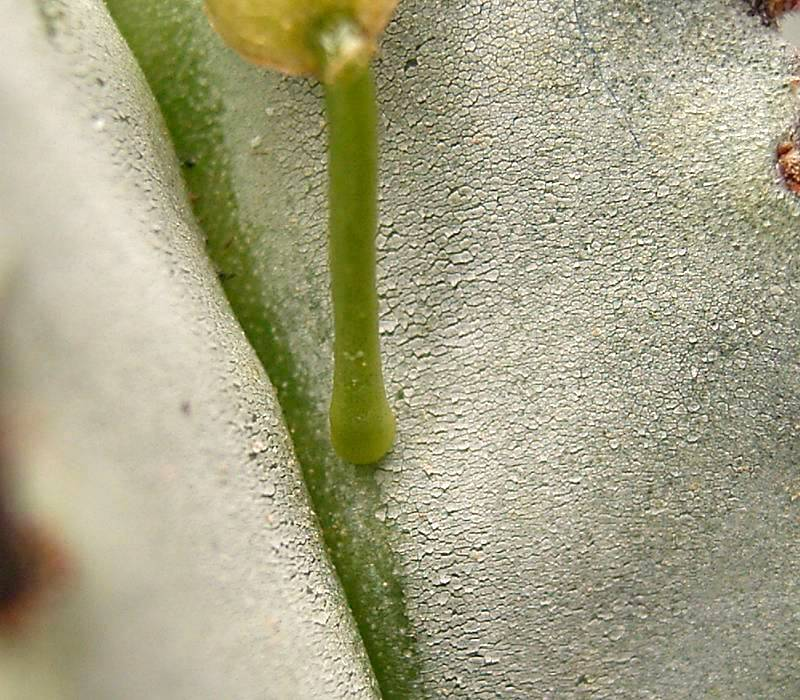
Nach 23 Tagen findet der erste Kontakt mit der Epidermis des Wirtes statt.
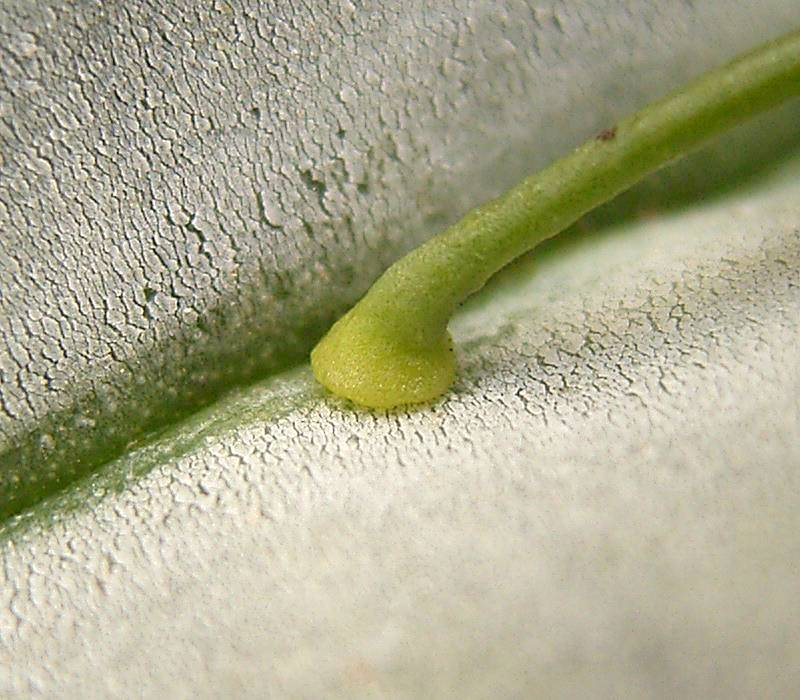
Nach 30 Tagen ist das primäre Haustorium voll entwickelt. Der Keimling kann in den Wirt eindringen.

## Entwicklung von Blüten und Früchten der Zwergmistel auf einem bewurzelten Zweig derEuphorbia tubiglans

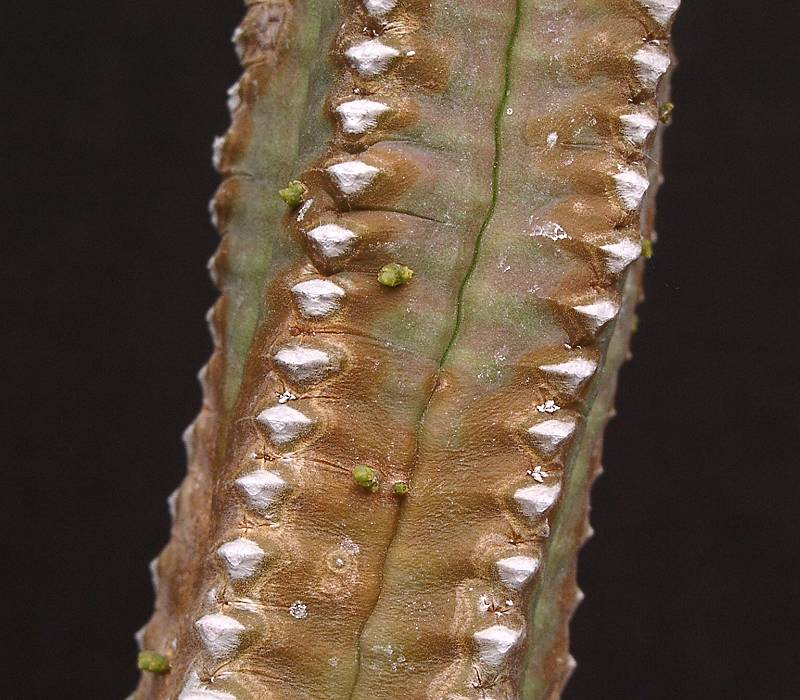
Im Sommer ist die Zwerg-Mistel kaum erkennbar.
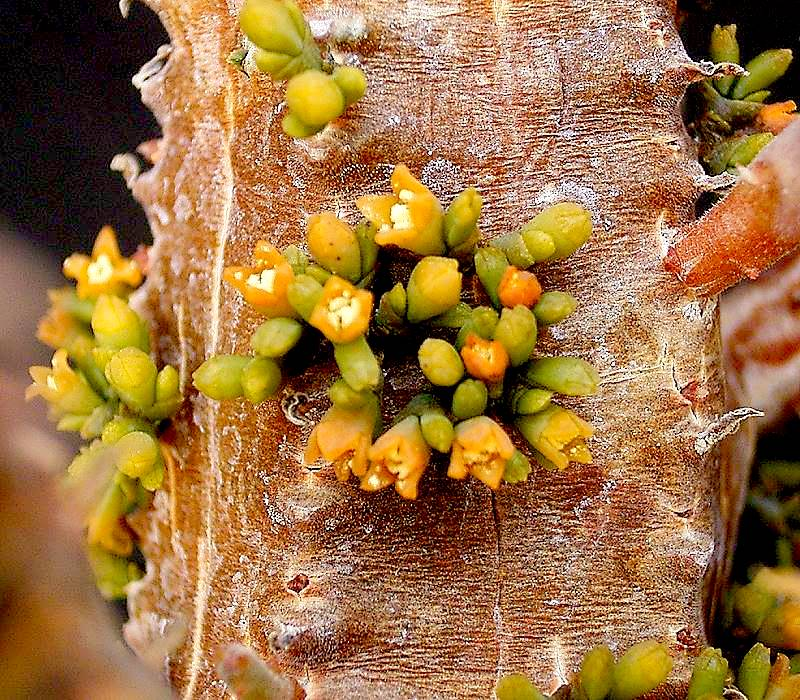
Hauptblütezeit ist Herbst und Winter.
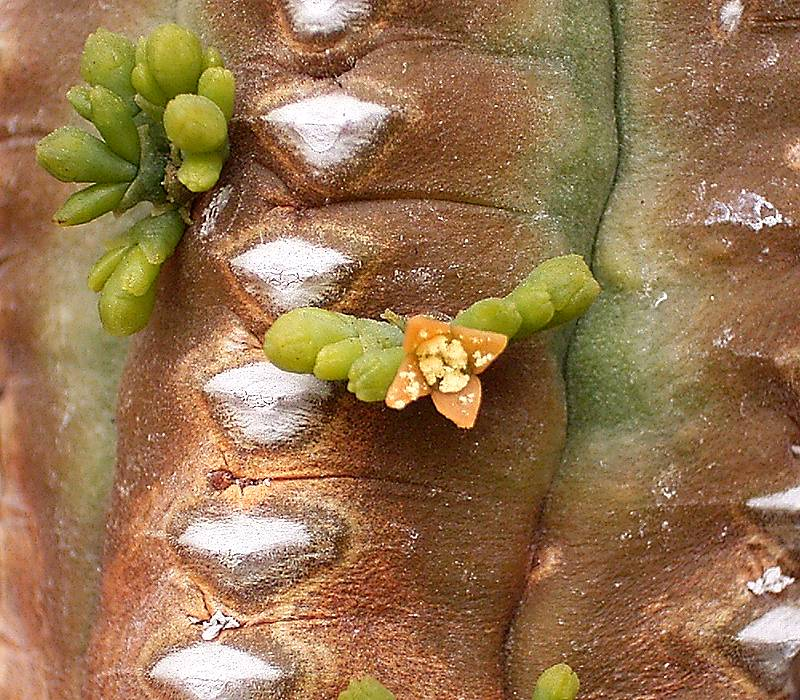
Männliche Blüten erscheinen meist zuerst.
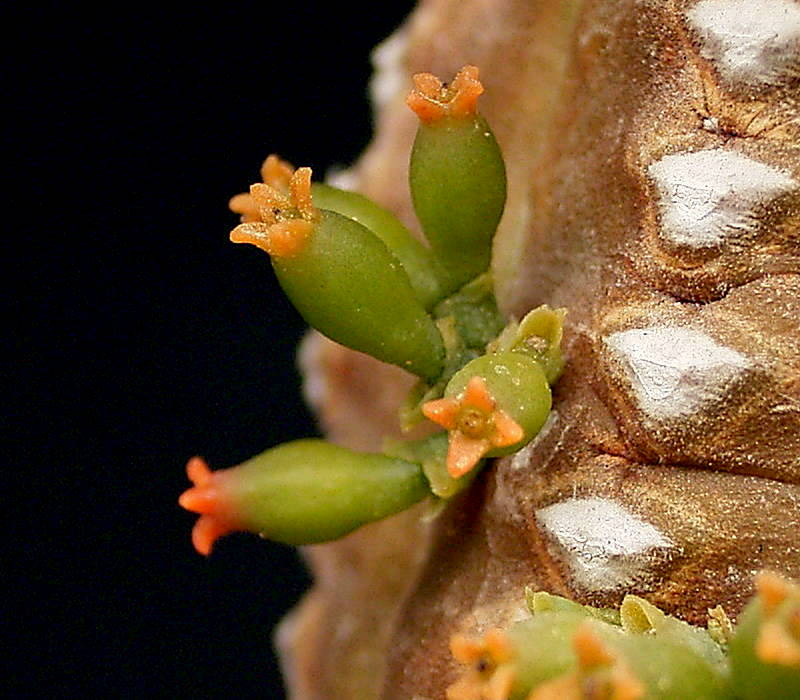
Weibliche Blüten werden vorwiegend am Ende der Blütezeit gebildet.
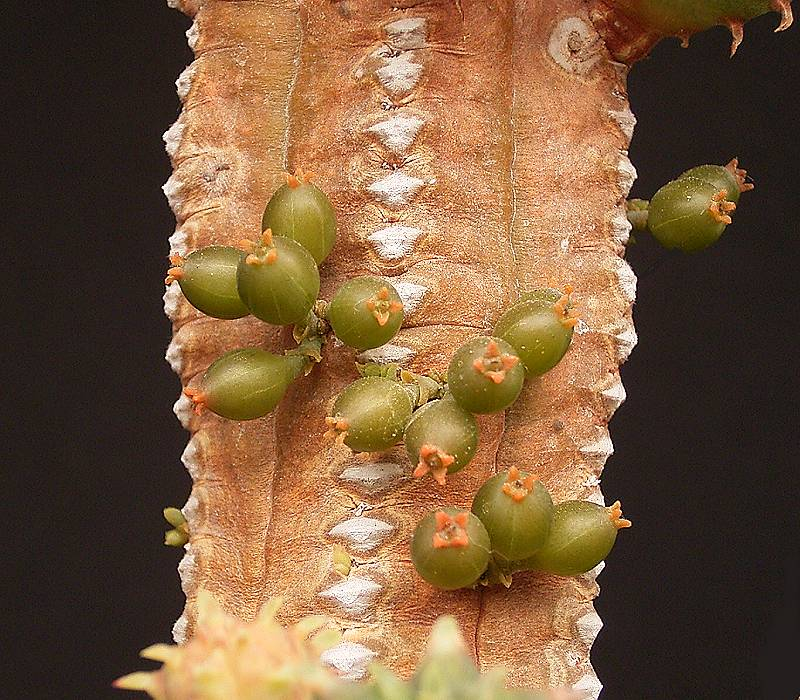
Nach Befruchtung schwellen die Fruchtknoten an.
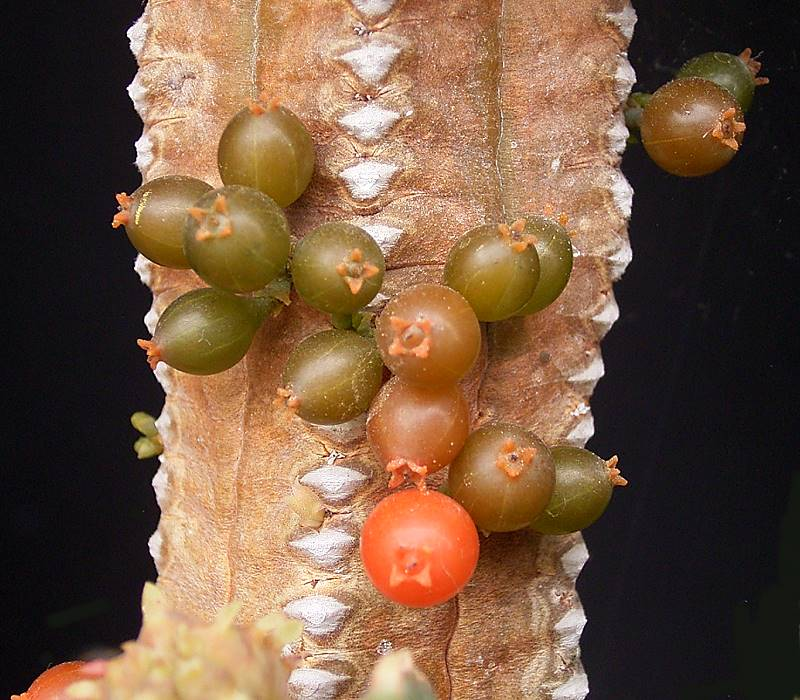
Bei Reife färben sich die Beeren leuchtend rot.
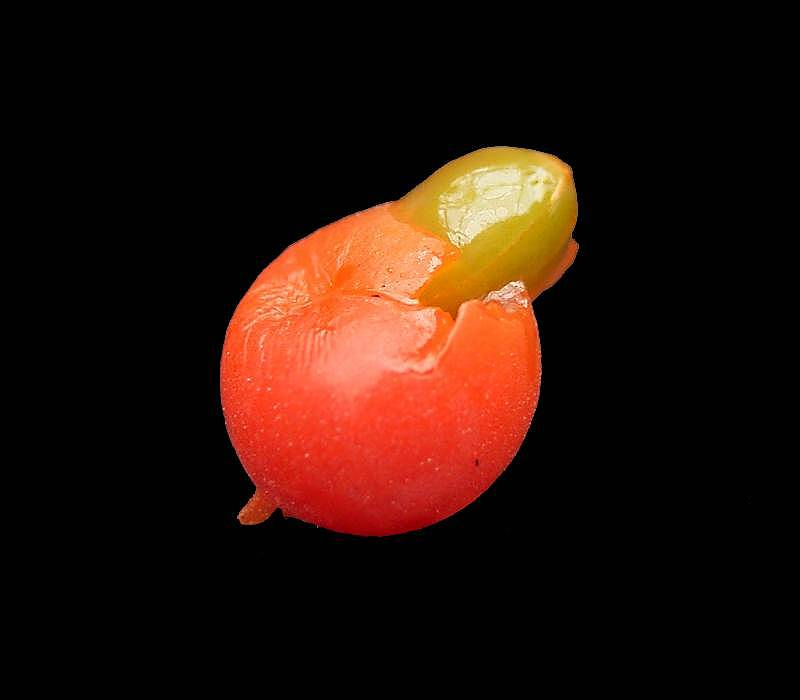
Werden die Beeren weich und schrumpelig, kann der Samen entnommen werden.

## Kultivierung
Die in der Natur nur auf den Wirtspflanzen Euphorbia horrida und polygona vorkommende Zwerg-Mistel kann in Kultur auch auf weiteren, nahe verwandten Wolfsmilcharten aus der Untergattung Rhizanthium gehalten werden. Hierzu gehören u. a. Euphorbia anoplia, fimbriata, inconstantia, ferox, mammillaris, pillansii, pulvinata, submammillaris und tubiglans. Der Grund, warum diese anderen Arten nicht auch in der Natur infiziert werden, ist nicht ausreichend erforscht. Vermutlich stellt ein in der natürlichen Umgebung produzierter Bestandteil des Milchsaftes ein Abwehrmittel gegen den Parasiten dar, das jedoch unter Kulturbedingungen nicht oder nicht in ausreichender Menge produziert werden kann.
Alternativ kann die Zwerg-Mistel auch durch Stecklinge der Wirtspflanzen vermehrt werden. Da sich die Wirte vorwiegend basisnah verzweigen, ist es zur Vorbereitung dieser Vermehrungsmethode sinnvoll, den Parasiten basisnah einwachsen zu lassen und die im Laufe der Zeit vom Parasiten durchwachsenen Äste als Stecklinge zu nehmen.
Die Zwergmistel und ihre Wirte sind gut aneinander angepasst. Ansonsten gesunde Wirtspflanzen werden durch den Parasiten für einige Jahre nicht merklich beeinträchtigt.
In der Regel werden auch die "unnatürlichen" Wirte nicht durch den Parasiten geschädigt. Da dieser jedoch ein zusätzlicher Verbraucher von Wasser und Nährstoffen ist, empfiehlt es sich, die Wirte ausreichend zu wässern und zu düngen und ihnen keine Extreme zuzumuten.
Da die Zwergmistel selbstkompatibel ist, können auf derselben Pflanze die weiblichen Blüten erfolgreich mit dem Blütenstaub der männlichen Blüten bestäubt werden. Einige Wochen nach der Befruchtung färben sich die inzwischen angeschwollenen Früchte leuchtend rot. Werden sie Ende Winter bis Anfang Frühling weich und etwas schrumpelig, sind sie vollreif und können geerntet werden.
Als neuer Wirt sollte eine schon etwas vorgetriebene Pflanze gewählt werden, die im Scheitel schon neuen Wuchs zeigt. Wird der Samen dort in den Scheitel gesetzt, findet der Keimling dann eine weichere Epidermis, die sein Eindringen erleichtert. Da sich die Zwerg-Mistel im späteren Wuchs vorwiegend nach unten ausbreitet, ist so auch gewährleistet, dass sie die gesamte Wirtspflanze gleichmäßig durchwächst. Nach dem "Andocken" des Keimlings durch das primäre Haustorium wächst der Parasit für längere Zeit ausschließlich im Inneren der Wirtspflanze. Bis seine ersten Blütenzweiglein an der Oberfläche sichtbar werden, können vier bis zwölf Monate vergehen. Sollte der Keimschlauch samt Haftscheibe inzwischen verwelkt sein, so ist dies nicht als ein Zeichen für oder gegen eine erfolgreiche Etablierung des Parasiten zu interpretieren.

## Beispiele für Wolfsmilcharten, auf denen die Zwerg-Mistel erfolgreich kultiviert werden kann

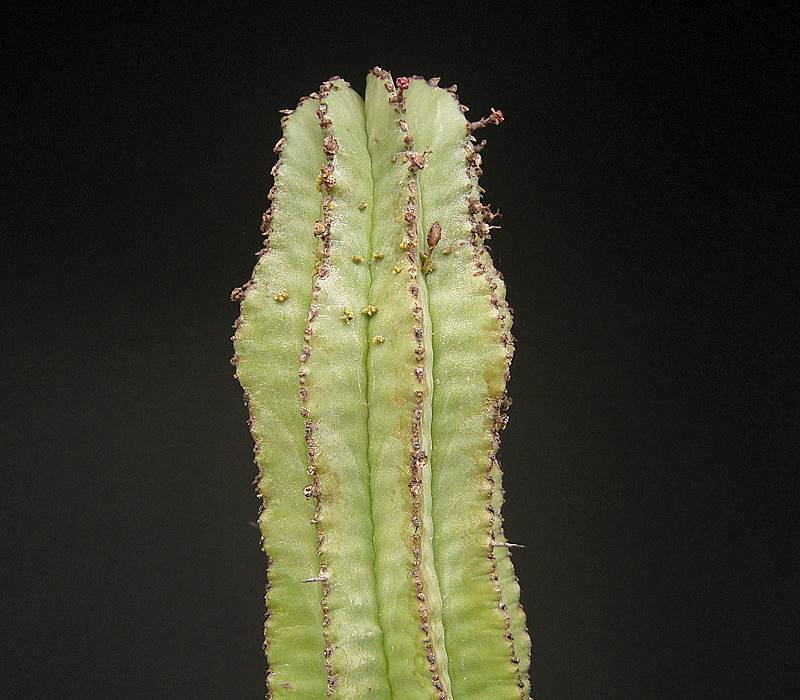
Euphorbia anoplia
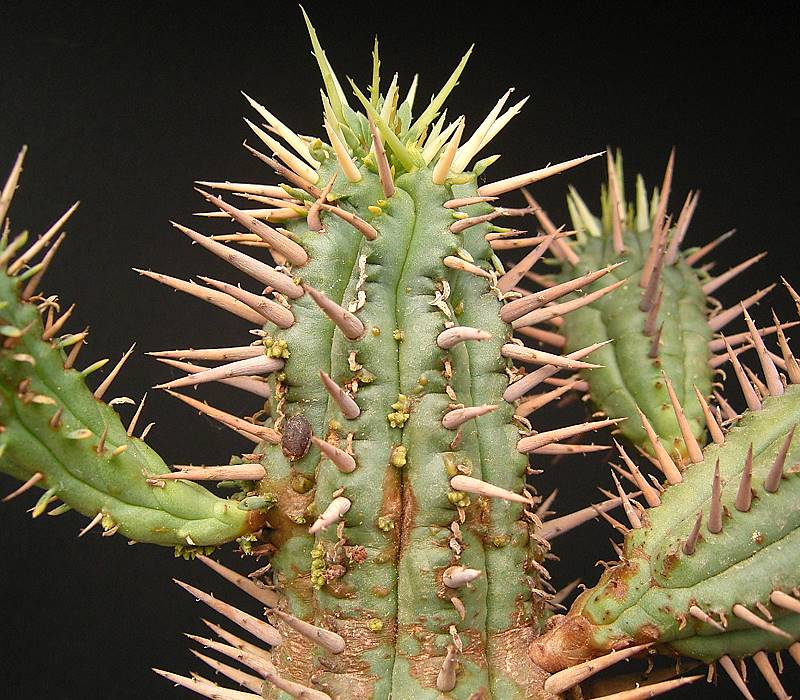
Euphorbia ferox
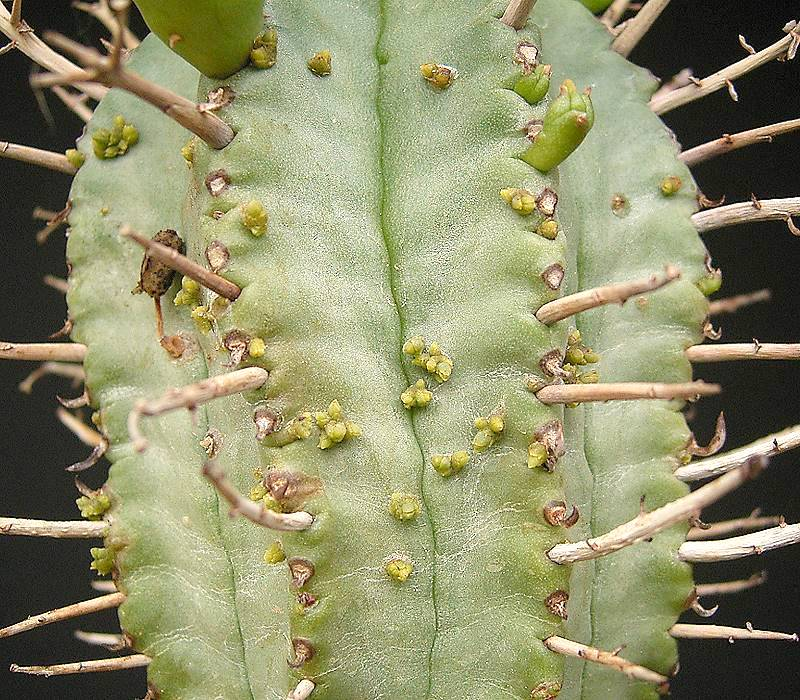
Euphorbia pillansii
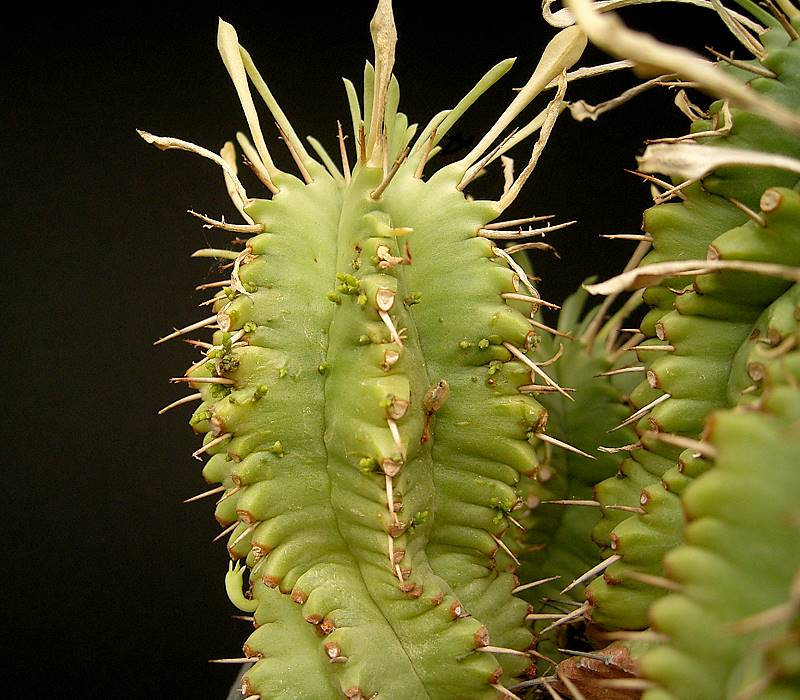
Euphorbia pulvinata